# Jakob Blåbjerg
Jakob Blåbjerg Mathiasen, född 11 januari 1995 i Ålborg, är en dansk före detta fotbollsspelare. Han spelade under sin karriär för AaB samt var utlånad under en säsong till Vendsyssel FF.

## Karriär
Blåbjerg debuterade för AaB i Superligaen den 1 mars 2013 i en 3–2-förlust mot Silkeborg IF. Den 2 september 2019 lånades Blåbjerg ut till Vendsyssel FF på ett låneavtal över säsongen 2019/2020. I juli 2020 meddelade Blåbjerg att han avslutade sin fotbollskarriär.